# Crassula drummondii
Crassula drummondii (лат.) — вид суккулентных растений рода Толстянка (Crassula) семейства Толстянковые (Crassulaceae).

## Название
Родовое латинское название Crassula происходит от латинского слова crassus, — «толстый», в основном из-за присутствия у растений этого рода сочных листьев.
Видовой латинский эпитет drummondii, вероятно, происходит от имени Томаса Драммонда (англ. Thomas Drummond, 1780–1835), шотландского коллекционера и ботаника, активно занимавшегося исследованиями в Северной Америке в период с 1831 по 1835 год.

## Ботаническое описание
Растения, будь то на поверхности почвы или под водой, представляют собой однолетние виды. Стебли могут быть ползучими или прямыми, при достижении зрелости приобретают зеленовато-красный оттенок, характеризуются диффузной ветвистостью и высотой до 10 см. Листовые пластинки узколанцетные, имеют длину от 1,5 до 3 мм и тупую вершину.
Соцветия рыхлые, где цветки располагаются по одному в узле. Цветоножки имеют длину от 0,5 до 3 мм. Цветки четырехчленные; чашелистики обладают треугольно-яйцевидной формой, размером от 0,4 до 0,6 мм, с тупой вершиной; лепестки яйцевидные, длиной от 1,3 до 1,5 мм. Плоды представляют собой восходящие листовки, содержащие от 9 до 15 семян, они продолговатой формы; с возрастом листовки разделяются, становятся плоскими. Семена варьируют от продолговатых до эллипсоидных, размерами от 0,2 до 0,4 (и иногда 0,5) на 0,1-0,3 мм, обладают шиповато-сосочковой текстурой, матовой поверхностью и гладкостью.

## Распространение
Распространен в Северной Америке, в штатах США: Колорадо, Канзас, Южная Каролина, Техас, а также в Южной Америке, в Аргентине, Чили, Парагвае и Уругвае.

## Таксономия
Crassula drummondii Fedde, первое упоминание в Just's Bot. Jahresber. 31: 829 (1904).

### Синонимы
- Tillaea aquatica var. drummondii (Torr. & A.Gray) Jeps.
- Tillaea drummondii Torr. & A.Gray
- Tillaeastrum drummondii Britton
- Hydrophila drummondii House